# Seventh Wonder
Seventh Wonder är ett progressivt metalband från Stockholm, bildat 2000 av Andreas Blomqvist (basgitarr), Johnny Sandin (trummor) och Johan Liefvendahl (gitarr). Bandet spelar inom subgenren progressiv metal eller progressiv rock, en stil som kännetecknas av speltekniskt krävande kompositioner, udda taktarter och ofta inslag från den gamla symfonirocken.

## Historia
Andreas "Kyrt" Söderin gick med i bandet år 2000. Man släppte två stycken demos år 2001 och 2003 vilket lockade skivbolaget Lion music att signa dem. Detta samarbete resulterade i bandets debut "Become" år 2005.
Ganska snabbt efter att man släppt skivan så beslöt sig bandet och den dåvarande sångaren Andi Kravljaca att gå skilda vägar, så man gick då ut och sökte efter en ny sångare. Ganska omgående så fann man sångaren Tommy Karevik (tidigare i Vindictiv) som gick med i bandet och man hade återigen full uppsättning.
Man påbörjade då jobbet med nästa skiva, uppföljaren "Waiting in the Wings" 2006 som mixades och färdigställdes av den legendariske Tommy Hansen. Skivan fick mycket bra kritik världen över och man började bege sig ut på vägarna för att spela.
2007 var ett år där man inte släppte någon skiva men däremot spelade live i länder som England, Holland, Norge och Danmark. Bland annat med band som Queensrÿche, Testament och Redemption.
Man hade påbörjat skrivandet på nästkommande skiva "Mercy Falls" redan 2007 men man klev in i studion i maj 2008. Detta var bandets första och hittills enda konceptskiva. Efter släppet av skivan så följdes åren 2008 och 2009 av olika spelningar runtom i Europa. 
Man påbörjade arbetet av bandets fjärde skiva "The Great Escape" i början av 2010 och spelade samma år för första gången utanför Europas gränser när man i september reste till USA för att spela på Progpower USA. Senare detta år släppte man "The Grest Escape" och då meddelade trummisen Johnny Sandin att han skulle lämna bandet av familjeskäl.
Våren 2011 anslöt Stefan Norgren (tidigare i Lion's Share) och man hade återigen full uppsättning. Senare samma år så spelade man runtom i Sverige och var även en av huvudakterna på Progpower Europa tillsammans med Symphony X och Redemption.

## Medlemmar
Nuvarande medlemmar
- Andreas Blomqvist – basgitarr (2000– )
- Johan Liefvendahl – gitarr (2000– )
- Andreas Söderin – keyboard (2000– )
- Stefan Norgren – trummor (2011– )

Tidigare medlemmar
- Johnny Sandin – trummor (2000–2010)
- Andi Kravljaca – sång (2000–2005)
- Ola Halén – sång (2001–2002)
- Tommy Karevik – sång (2005–2023)

Turnerande medlemmar
- Johan Larsson – basgitarr (2011)

## Diskografi
Demo
- Seventh Wonder (2001)
- Temple in the Storm (2003)

Studioalbum
- Become (2005, Lion Music)
- Waiting in the Wings (2006, Lion Music)
- Mercy Falls (2008, Lion Music)
- The Great Escape (2010, Lion Music)
- Tiara (2018, Frontiers Music)
- The Testament (2022, Frontiers Music)

Livealbum
- Welcome to Atlanta Live 2014 (2016, Frontiers Records)

EP
- Acoustic (2019, Frontiers Records)

Singlar
- "Inner Enemy" (2014)

## Liknande band
Prominenta band i genren är Dream Theater (USA), Vanden Plas (Tyskland) och Symphony X (USA).